# أبو القين (إربد)
أبو القين منطقة سكنية تقع في لواء الكورة، محافظة إربد في الأردن. تنتمي المنطقة لقضاء الكورة (الأردن) الذي يضم 21 منطقة. يقدر عدد سكانها بـ 1106 نسمة حسب إحصاء 2015.

## الوصلات الخارجية
- دائرة الاحصاءات العامة